# Summertime
Summertime är en aria komponerad av George Gershwin för operan Porgy och Bess (1935). Texten skrevs av DuBose Heyward. Sången blev snabbt en populär jazzstandard och har tolkats av bland andra Fun Boy Three, Billie Holiday, Ella Fitzgerald, Norah Jones och Janis Joplin.